# Cratere Kasabi
Kasabi  è un cratere sulla superficie di Marte.